# 布列塔尼大區快速運輸

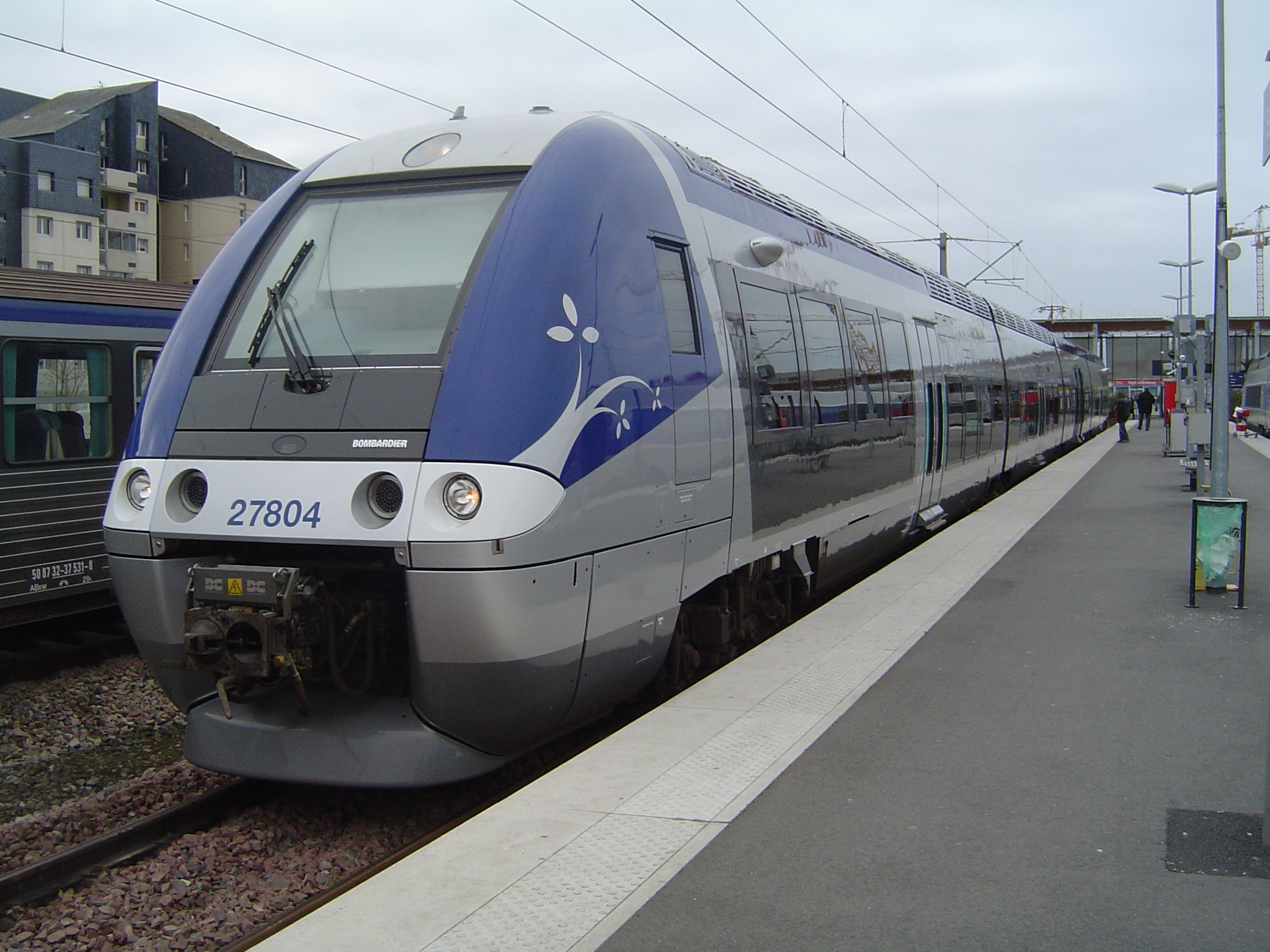

布列塔尼大区公共交通（法語：Transport Express Régional - Bretagne）是法国的一个区域性公共交通系统，服务于法国西北部的布列塔尼大区并因此而得名，其管理中心位于大区首府雷恩。

## 名称
根据布列塔尼大区的地方性法案，布列塔尼大区公共交通的商业名称已于2018年9月从法语的"TER Bretagne"改为布列塔尼语的"TER Breizhgo"。

## 线路
截止2019年1月底，布列塔尼大区公共交通共有39条线路。

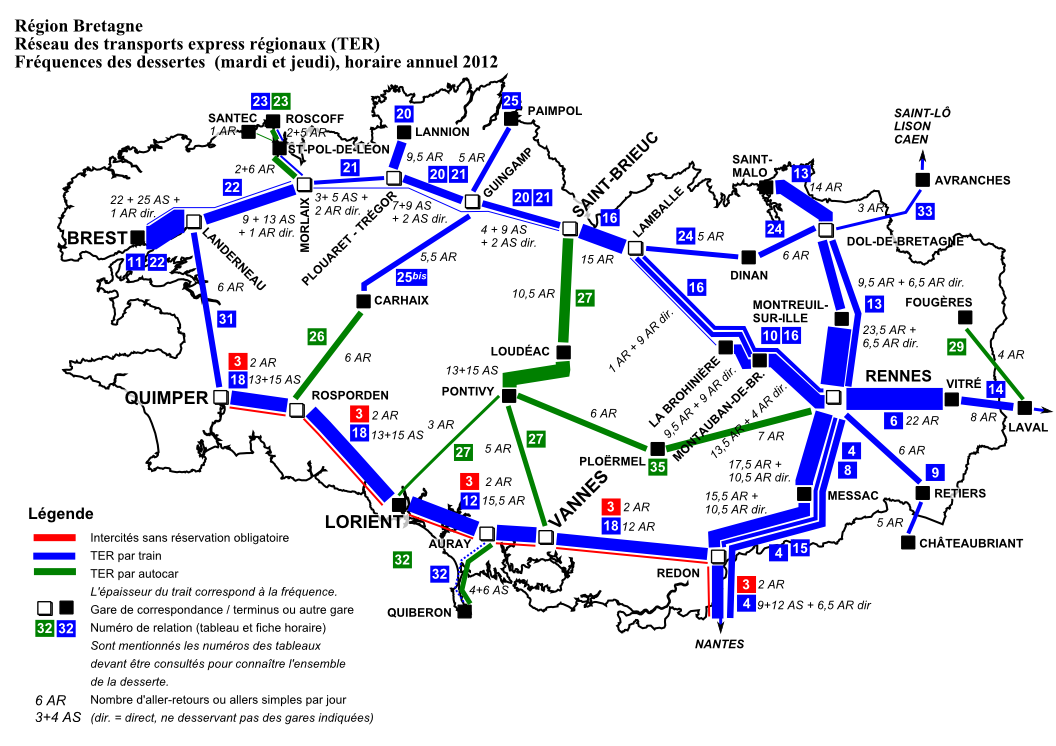
布列塔尼大区公共交通线路示意图（2012年）